# Mahabubabad
Mahbūbābād är en ort i Indien.   Den ligger i distriktet Warangal och delstaten Telangana, i den centrala delen av landet, 1 300 km söder om huvudstaden New Delhi. Mahbūbābād ligger 198 meter över havet och antalet invånare är 37 949.
Terrängen runt Mahbūbābād är platt. Runt Mahbūbābād är det tätbefolkat, med 266 invånare per kvadratkilometer. Det finns inga andra samhällen i närheten. Omgivningarna runt Mahbūbābād är en mosaik av jordbruksmark och naturlig växtlighet.